# Cerros de Millonhue
Cerros de Millonhue är kullar i Chile.   De ligger i regionen Región del Biobío, i den södra delen av landet, 500 km sydväst om huvudstaden Santiago de Chile.
I omgivningarna runt Cerros de Millonhue växer i huvudsak blandskog. Runt Cerros de Millonhue är det ganska glesbefolkat, med 48 invånare per kvadratkilometer.